# Mirall (revista)
Mirall és un mitjà digital català que va nàixer al 2013, editat en català i en castellà. Fundat pel periodista Joan Solé amb ajuda de l'informàtic Oriol Puig, tracta temàtiques polítiques i culturals.
El projecte emergeix de la voluntat de contar històries de persones anònimes a situacions excepcionals. La Revista Mirall es concep amb el lema "nova cultura contra la precarietat" i assoleix la tasca de convertir-se en un espai que posa el focus en les noves veus i les noves mirades del món periodístic i el món cultural. L'Oficina de Justificació de la Difusió fiscalitza la seua audiència. La Revista Mirall es financia, eminentement, per la via del crowdfunding. Fa servir un sistema de subscripcions mitjançant la plataforma Aixeta.cat.
Al gener de l'any 2018 naixia la delegació de la Revista Mirall a Madrid. Íntegrament formada per dones i dirigida per Inés Morales, qui buscà impregnar de feminisme transversalment la revista. Per al director Joan Solé suposava una oportunitat per ampliar l'espai a noves veus i mirades que buscaven una oportunitat. Tanmateix, sorgeix de la voluntat de Joan Solé de portar la marca Mirall a llocs on encara no era coneguda, com és el cas de Madrid. Un mes després de l'apertura de la delegació a Madrid, naix la delegació al País Valencià. Jordi Sarrión i Carbonell es troba, des d'aleshores, al capdavant. Per a ell, Mirall València és l'espai idoni perquè els jóvens del territori valencià s'involucren per transformar la realitat cultural i lingüística del País Valencià. Joan Solé va afirmar després de la presentació que l'expansió de la marca Mirall responia a l'esperit emprenedor d'una joventut que, a temps de crisi sap buscar alternatives de viabilitat i nous suports arran dels territoris.

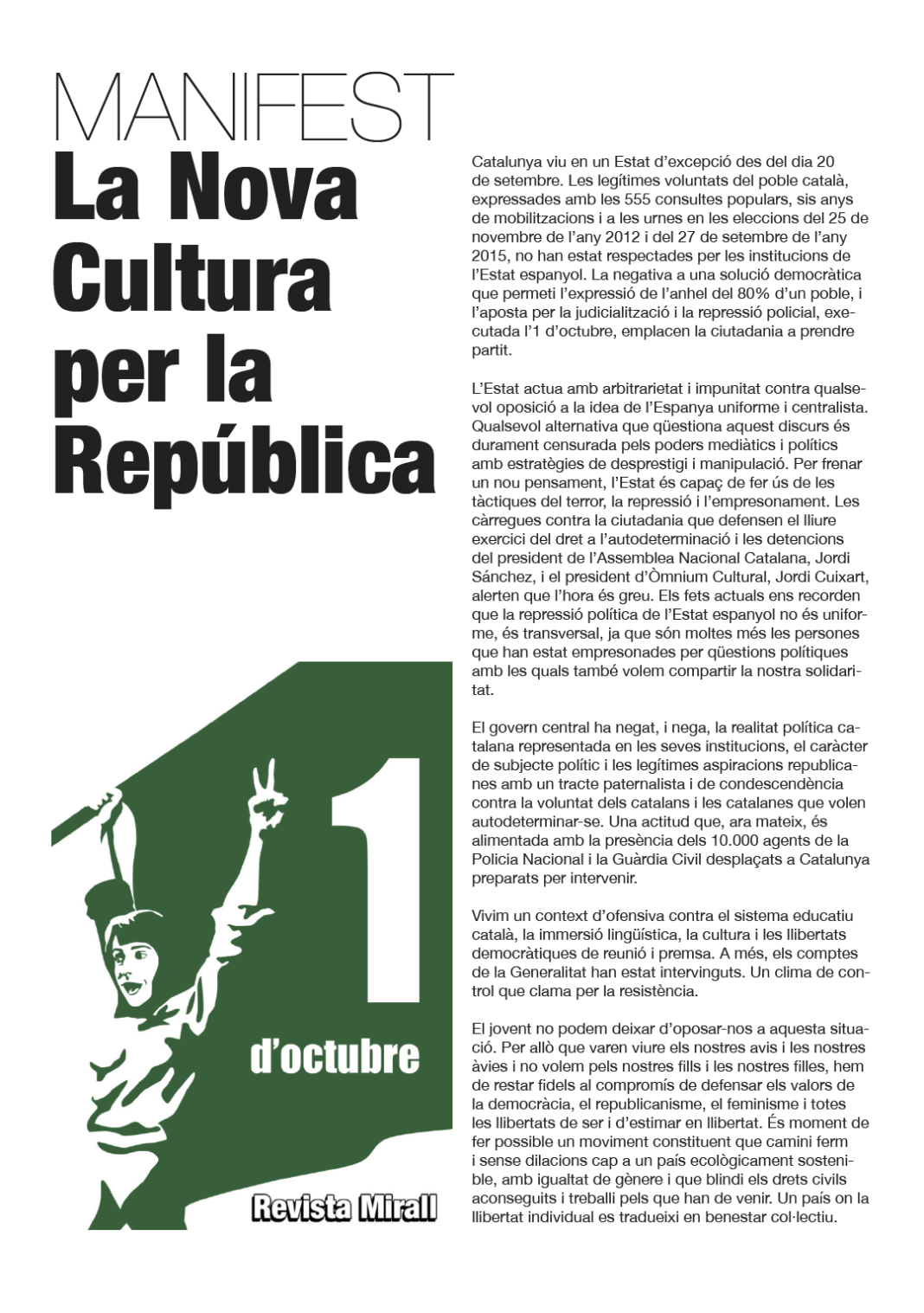
Manifest Nova Cultura per la República

La Revista Mirall ha impulsat, des del seu naixement, nombroses iniciatives i debats que tenen com a finalitat la promoció de la participació política i l'autogovern. Iniciatives com el Debat Jove Català (que va comptar amb representants joves dels partits En Comú Podem, Front Republicà, Joventuts d'Esquerra Republicana, Joventut Nacionalista de Catalunya i Joventut Socialista de Catalunya) o La Cova (un espai de debats que celebren cada quinzena al Craft Barcelona amb entrevistes a personalitats com Elsa Artadi) han eixit de Mirall.
Des de la delegació al País Valencià també s'han realitzat esdeveniments amb sectors de la política i societat civil valencianes. És el cas del Debat Valencianista del 27 de març del 2019 al Centre Cultural Octubre de València, on es va debatre sobre el concepte de valencianisme. Altra de les fites més rellevants va ser el debat sobre el valencià a l'àmbit cultural i dels mitjans de comunicació. En eixe context, el director a València Jordi Sarrión i Carbonell va defensar la necessitat d'ampliar la xarxa de mitjans i entitats per fer fort l'ús de la llengua.
Altrament, Mirall ha donat suport obertament a la independència de Catalunya. Després del referèndum d'independència de l'1 d'octubre van impulsar el manifest 'La Nova Cultura per la República', signat per més de 100 personalitats del món de la política, la cultura i el periodisme. En ell demanaven un moviment constituent, que fera de Catalunya una república ecològicament sostenible, feminista i que blindara els drets civils de la ciutadania. A novembre també va ser un dels 22 mitjans signants d'un article que demanava suport per al Govern de Catalunya, on es mostraven contraris a l'empresonament dels líders polítics catalans per l'organització del referèndum. També la causa republicana va ser protagonista d'una edició en paper que la revista va publicar al 2018.